# Corso Vittorio Emanuele II (Salerno)
Corso Vittorio Emanuele di Salerno è il "cuore" cittadino e la principale via commerciale della città. Collega il centro storico con piazza Vittorio Veneto, dove si trova la stazione ferroviaria. Fu progettato a fine Ottocento.

## Caratteristiche
Il corso (dedicato alla memoria del re d'Italia Vittorio Emanuele II) fu ideato nel 1914 nel progetto urbanistico degli architetti Donzelli e Cavaccini.
È un'area pedonale di circa due chilometri che rappresenta uno (o meglio, il principale) degli spazi fondamentali nella vita sociale di Salerno. I suoi usi, la sua storia, le funzioni che lo hanno caratterizzato in fasi diverse della vita civile, si sono strutturati nella coscienza sociale come elementi ineliminabili. Corso Vittorio Emanuele è il cuore della città. 
Il corso è abbastanza lungo . Inizia a piazza Portanova (dove finisce la via dei Mercanti che attraversa il centro storico) e finisce alla piazza della stazione ferroviaria (detta piazza Vittorio Veneto).
Dal vecchio tribunale alla Banca d'Italia, dai grandi magazzini agli esercizi commerciali più raffinati, il corso attrae gli interessi dei cittadini per attività ricreative e nelle le ricorrenze natalizie, c'è un via vai di turismo per via delle Luci d'artista ove tale corso viene addobbato con luminarie e albero di Natale per un mese circa. 

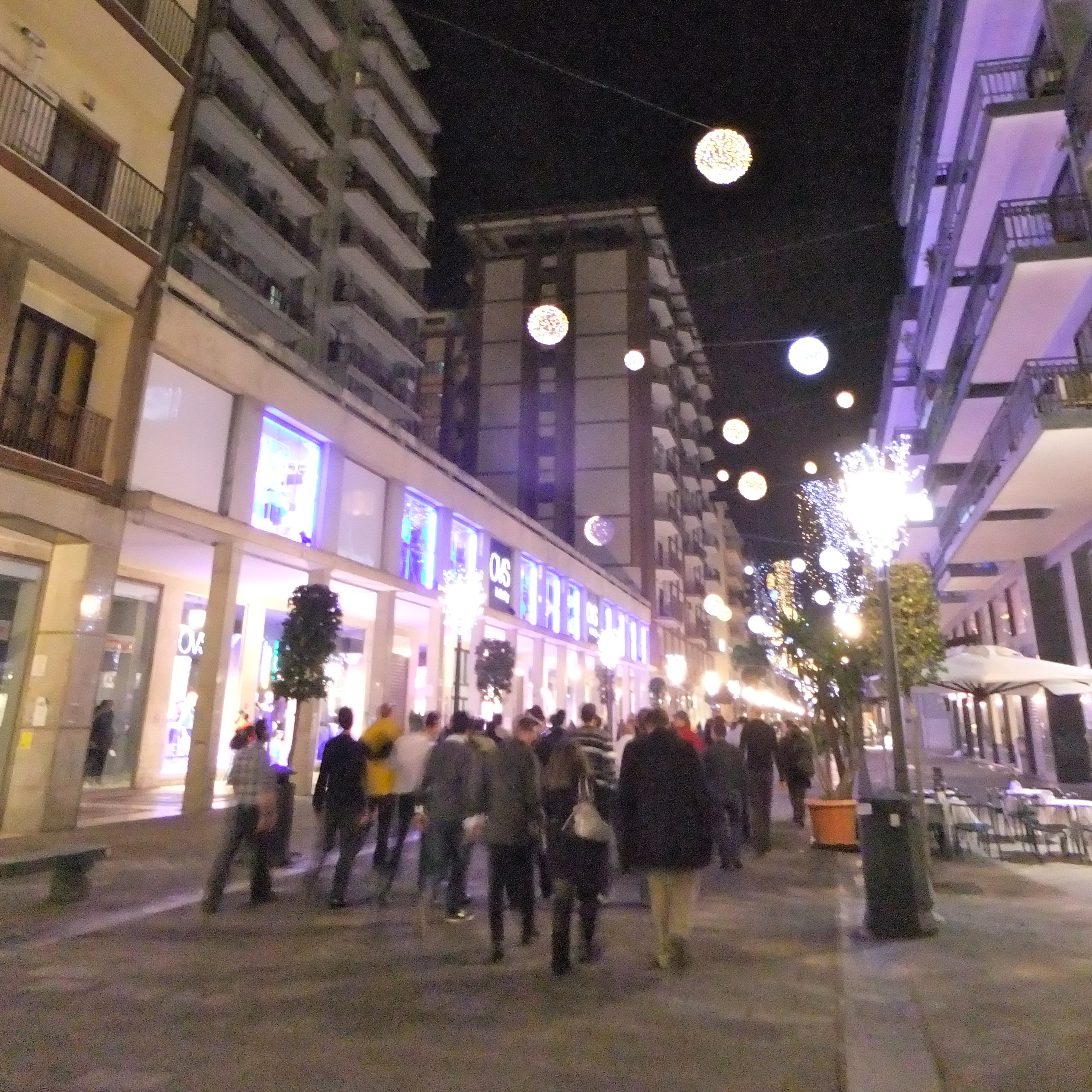

## Area pedonale
Nel 1987 il corso Vittorio Emanuele è stato interessato da un progetto di arredo urbano che lo trasforma da strada in area pedonale. Il materiale impiegato fu il porfido per la sua resistenza e l'agevole impiego, oltre alle note tradizioni culturali coerenti con le origini dei luoghi urbani italiani.
Il progetto di arredo fu affidato all'architetto Giovanni Carpentieri (capo gruppo), all'architetto Mario Villani e all'ingegnere Aniello Sessa.